# Jean-François-Joseph Duval
Jean-François-Joseph Duval, né le 17 juillet 1802 et mort le 6 mai 1881 à Québec, est un juriste et homme politique québécois. De 1864 à 1874, il est juge en chef du Québec.

## Biographie

### Jeunesse et études
Il est le fils de François Duval, enseigne dans le Royal Canadian Volunteer Regiment, et d'Ann Eliza Germain.
Il étudie à l'école du ministre presbytérien Daniel Wilkie, puis au Petit Séminaire de Québec. De 1818 à 1820, il apprend le droit auprès de George Vanfelson, puis avec Joseph-Rémi Vallières. Il devient son associé après avoir été admis au barreau du Bas-Canada, le 21 juillet 1823.

### Politique
Le 30 juin 1829, lors d'une élection partielle, il est élu député de la Haute-Ville de Québec à la Chambre d'assemblée du Bas-Canada. Il est réélu en 1830. Il se range parfois du côté du Parti patriote, parfois du côté du Parti bureaucrate. Il vote contre l'adoption des 92 résolutions.

### Juge
Il est fait conseiller du roi le 22 juin 1835. En juillet 1839, il est nommé juge assistant à la Cour du banc du roi, puis il devient juge à la Cour supérieure en janvier 1852 avant de retourner à la Cour du banc du roi puis en devenir juge en chef en mars 1864. Il prend sa retraite dix ans plus tard, le 1er juillet 1874.
Décédé le 6 mai 1881 à l'âge de 78 ans, ses obsèques sont célébrées à la Basilique-cathédrale Notre-Dame de Québec. Il est inhumé au cimetière Notre-Dame-de-Belmont le 9 mai 1881.

## Hommages
Une avenue a été nommée en son honneur dans la ville de Québec en 1957.